# Prospero (maan)
Prospero is een maan van Uranus. De maan is in 1999 ontdekt door Matthew J. Holman. Prospero is genoemd naar de hoofdpersoon uit Shakespeares stuk "The Tempest".
Miranda · Ariel · Umbriel · Titania · Oberon

Cordelia · Ophelia · Bianca · Cressida · Desdemona · Juliet · Portia · Rosalind · Cupid · Belinda · Perdita · Puck · Mab · Francisco · Caliban · Sycorax · Margaret · Prospero · Setebos · Stephano · Trinculo · Ferdinand